# باشگاه فوتبال کلتی هارتز
باشگاه فوتبال کلتی هارتس (انگلیسی: Kelty Hearts F.C.) یک باشگاه فوتبال اسکاتلندی است . این باشگاه در سال ۱۹۷۵ تأسیس شد . آنها در دهکده کیلتی در منطقه فیف اسکاتلند مستقر هستند و مسابقات خود را در استادیوم محلی،  که ظرفیت ۲۳۰۰ تماشاگر دارد، برگزار می کنند.